# Мазукелли, Дэвид
Дэвид Джон Мазукелли (англ. David John Mazzucchelli; /ˌmæzuːˈkɛli/; род. 21 сентября 1960) — американский автор комиксов.
Сайт Comic Book Resources назвал Мазукелли одним из 10 лучших художников комиксов о Бэтмене за всё время.

## Карьера
Мазукелли получил степень бакалавра искусств в Род-Айлендской школе дизайна и начал работать над комиксами в начале 1980-х. Его карьера началась с Marvel Comics, где после нескольких подработок он стал постоянным художником серии Daredevil. Дэвид трудился с писателем Деннисом О’Нилом и прекратил работу над серией после сюжетной аркой Daredevil: Born Again, написанной Фрэнком Миллером.

## Награды
- 2009: Los Angeles Times Book Prize Graphic Novel Award[8][12]
- 2010: Will Eisner Comic Industry Awards, Best Graphic Album—New; Best Writer/Artist; Best Lettering (за Asterios Polyp)[13]
- 2010: Harvey Awards, Best Original Graphic Album; Best Single Issue or Story; Best Letterer (за Asterios Polyp)[14]
- Japan-U.S. Friendship Commission Creative Artist Fellowship[8]
- Morning Manga Fellowship[8]
- New Jersey State Council on the Arts[8]
- Erwin Swann Award, Swann Foundation for Caricature and Cartoon[8]
- 2012: HQ Mix Award — Foreign Artist (за Asterios Polyp)[15]
- 2012: HQ Mix Award — Foreign Writer (за Asterios Polyp)[15]